# Гельмут Відувільт
Гельмут Відувільт (нім. Helmut Wieduwilt; 28 листопада 1919, Гера — 24 березня 1995) — німецький офіцер-підводник, оберлейтенант-цур-зее крігсмаріне.

## Біографія
1 жовтня 1938 року вступив на флот. З вересня 1941 по березень 1942 року пройшов курс підводника. З березня 1942 року — вахтовий офіцер на кораблі-мішені «Фега». З травня 1942 року — 1-й вахтовий офіцер на підводному човні U-465. В березні-квітні 1943 року пройшов курс командира човна. З 24 червня по 18 листопада 1943 року — командир U-718, з 25 січня по 24 листопада 1944 року — U-262, на якому здійснив 3 походи (разом 172 дні в морі). З листопада 1944 по травень 1945 року служив в 300-й навчальній команді K-Verbände.

## Звання
- Кандидат в офіцери (1 жовтня 1938)
- Морський кадет (1 липня 1939)
- Фенріх-цур-зее (1 грудня 1939)
- Оберфенріх-цур-зее (1 серпня 1940)
- Лейтенант-цур-зее (1 квітня 1941)
- Оберлейтенант-цур-зее (1 січня 1943)